# Luis Ángel de los Santos

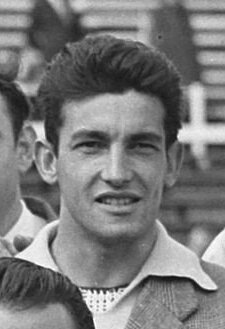
Luis Ángel de los Santos bei den UCI-Bahn-Weltmeisterschaften 1948 in Amsterdam

Luis Ángel Fernando de los Santos Grossi (* 8. Juni 1925 in Montevideo; † 30. August 2010 ebenda) war ein uruguayischer Radrennfahrer.

## Sportliche Laufbahn
Santos war Teilnehmer der Olympischen Sommerspiele 1948 in London. In der Mannschaftsverfolgung kam er mit seinen Teamkameraden Atilio François Baldi, Juan Ramon de Armas und Waldemar Bernatzky auf den 4. Rang.
Auch während der Olympischen Sommerspiele 1952 in Helsinki war er Mitglied der uruguayischen Mannschaft. Im olympischen Straßenrennen wurde er beim Sieg von André Noyelle als 30. klassiert. Die uruguayische Mannschaft kam in der Mannschaftswertung auf den 13. Rang. Auch bei den Wettbewerben im Bahnradsport war er dabei. Dort startete er im 1000-Meter-Zeitfahren und belegte beim Sieg von Russell Mockridge den 19. Platz. In der Mannschaftsverfolgung blieb sein Team unplatziert.
1948 wurde er Zweiter der Uruguay-Rundfahrt hinter dem Sieger Atilio François Baldi. Er gewann zwei Etappen der Rundfahrt. 1949 gelang ihm ein weiterer Etappensieg. 1959 siegte er im Sechstagerennen von Montevideo mit Antonio Alexandre als Partner.